# Подбжезе-Дольне
Подбжезе-Дольне (пол. Podbrzezie Dolne, нім. Nieder Siegersdorf) — село в Польщі, у гміні Кожухув Новосольського повіту Любуського воєводства.
Населення — 538 осіб (2011).
У 1975-1998 роках село належало до Зеленогурського воєводства.

## Демографія
Демографічна структура станом на 31 березня 2011 року:
|          | Загалом | Допрацездатний вік | Працездатний вік | Постпрацездатний вік |
| -------- | ------- | ------------------ | ---------------- | -------------------- |
| Чоловіки | 263     | 52                 | 190              | 21                   |
| Жінки    | 275     | 57                 | 169              | 49                   |
| Разом    | 538     | 109                | 359              | 70                   |